# Qallupilluit
Die Qallupilluit (Inuktitut: ᖃᓪᓗᐱᓪᓗᐃᑦ, Singular: Qallupilluk, auch Qalupalik, Kalopaling oder manchmal auch Mitiling genannt) sind Wesen aus der Inuit-Mythologie (Nunavut, Alaska), die an arktischen Küsten in der Nähe von Eisschollen leben und Kinder stehlen sollen, die zu nahe am Wasser herumlaufen. Es wird angenommen, dass dieser Mythos dazu dient, Kinder davon abzuhalten, zu nahe an das Eis heranzuwandern. In der von Ingrid Kondrková ins Deutsche übertragenen Version des 1984 erschienenen Märchenbuchs Pohádky z iglú (übersetzt: Märchen aus dem Iglu) des tschechischen Schriftstellers Jan Suchl wird das Wesen Kalopalink genannt.

## Aussehen
Die Berichte über das Erscheinen der Qallupilluit unterscheiden sich in den verschiedenen Erzählungen, es gibt jedoch einige Gemeinsamkeiten. Die Qallupilluit werden oft mit grüner, schleimiger Haut, langen Haaren und langen Fingernägeln beschrieben. Ihre Hände sind wie die eines Wasserlebewesens mit Schwimmhäuten sowie Schuppen und Flossen versehen. Sie tragen einen Amauti, einen Inuit-Anorak, der hauptsächlich von Frauen getragen wird. Manche sagen, dass ihre Anoraks aus Eiderentenfedern bestehen und deren riesige Kapuzen zum Tragen entführter Kinder dienen. Sie sollen zwei Flossen haben, von denen eine einen schrillen Ton von sich geben kann, der ihre Opfer lähmt. Sie haben auch die Fähigkeit, ihr Aussehen durch eine Technik zu verändern, die als Pilutitaminik bekannt ist.
Während einige Interpretationen das Pronomen „er“ beinhalten, werden die Qallupilluit überwiegend auf weibliche Weise beschrieben. Es wird gesagt, dass die Qallupilluk die entführten Kinder benutzt, um ihr langes, wallendes Haar zu erhalten. Sie hat außerdem lange Fingernägel und trägt eine Amauti, ein traditionell weibliches Kleidungsstück.

## Mythologie
Die Qallupilluit lauern unter Wasser in den arktischen Regionen der Welt und leben entlang der Küste. Sie jagen entlang der Eisschollen und entführen Kinder, die diesen zu nahe kommen. Eine Strategie, die sie bei der Jagd anwenden, besteht darin, ein ätherisches Summen auszusenden, das Kinder näher an das Wasser zieht, damit sie hineingezogen werden können. Es gibt unterschiedliche Angaben darüber, was tatsächlich mit den entführten Kindern passiert. Einige Versionen besagen, dass das Kind einfach verschlungen wird, während andere sagen, dass es in einem stasisähnlichen Zustand gehalten und dazu verwendet wird, die Jugend der Qallupilluit zu stärken. Sie können nicht sprechen, sondern nur „Sei, sei! Sei, sei!“ schreien.
Obwohl die Qallupilluit in ihrem natürlichen Zustand unverwundbar sein sollen, haben einige kluge Inuit-Jäger einen Weg gefunden, sie zu überlisten. Sie riefen sie und baten sie, für sie die Gestalt zu ändern, normalerweise in etwas wie einen Seehund oder einen Wal. Danach konnten sie sie töten und als wertvollen Fang nach Hause bringen. Laut anderen Überlieferungen sollen sie angreifbar sein, während sie schlafen, wobei die Jäger sofort nach dem Wurf der Harpune die Augen schließen müssen, um nicht getötet zu werden. Ihr Fleisch soll giftig sein und in alten Zeiten soll es viele von ihnen gegeben haben.
Es gibt Geschichten über Kinder, die bereitwillig einem Qallupilluk übergeben wurden. Eine dieser Geschichten handelt von einer Großmutter und ihrem verwaisten Enkel, die sehr arm waren. Als das Kind vor Hunger weinte, zürnte die Großmutter ihrem Enkel und forderte den Qallupilluk auf ihn mitzunehmen, was dann auch geschah. Nachdem der Stamm jedoch wieder erfolgreich bei der Jagd war, bedauerte sie ihre Entscheidung und klagte, woraufhin sich ein Mann und seine Frau entschlossen ihr zu helfen. Sie konnten ihren Enkel aufspüren, doch da er von dem Qallupilluk an ein Stück Seetang gebunden war, sodass er nicht entkommen konnte und der Qallupilluk ihn jedes Mal wieder unter Wasser zog, wenn sie ihm zu nahe kamen, schafften sie es nicht, ihn zurückzuholen. Da versteckten sie sich hinter einem Stück Eis, lauerten dem Kind auf und als es aus dem Wasser auftauchte, sprangen sie hervor und durchtrennten den Seetang. Nach seiner Rettung blieb das Kind bei seinen Befreiern und wurde ein großer Jäger. Die Geschichte gibt es in verschiedenen Varianten. In einigen Versionen gibt die Großmutter das Kind dem Qallupilluk, damit es nicht verhungert.